# Terremoto nel Bronx
Terremoto nel Bronx (紅番區) è un film del 1995 diretto da Stanley Tong e interpretato da Jackie Chan.
Tra i più noti film di Chan, ottenne fin da subito lo status di cult movie, grazie alle numerose scene di stunt. Il film fu inoltre il suo primo vero grande successo di pubblico in occidente, arrivando ad incassare 76 milioni di dollari in tutto il mondo, di cui 32 nei soli USA, a fronte di un budget di 13 milioni.

## Trama
Keung (Jackie Chan) è un giovane poliziotto hongkonghese, giunto da poco nella città di New York per presenziare alle imminenti nozze dello zio Bill (Bill Tung), un negoziante residente nel malfamato quartiere del Bronx, proprietario del supermarket Wa-Ha. Qui fa anche la conoscenza di Danny (Morgan Lam), un ragazzino paraplegico, vicino di casa di Bill.
In visita al negozio di Bill, Keung scopre che lo zio intende vendere quanto prima possibile la propria attività, poiché desideroso di godersi la vecchiaia con la sua futura moglie e di liberarsi della travagliata vita da commerciante, costellata continuamente da ruberie e furti: proprio nel mezzo di una notte, peraltro, è lo stesso Keung a sorprendere una gara clandestina tra due bande di motociclisti, sgominate poi grazie all'intervento della polizia. In quegli stessi giorni, Bill e Keung fanno la conoscenza di Elaine (Anita Mui), una giovane imprenditrice intenzionata a rilevare l'attività di Bill, ma riluttante ad accettare le alte cifre proposte dall'uomo: alle nozze di quest'ultimo, cui partecipano sia Keung sia Elaine, sarà proprio il nipote a convincere la donna ad accettare la finalizzazione della trattativa. Come segno di gratitudine, Bill lascia che Keung rimanga a New York mentre questi è in luna di miele.
Un giorno, mentre è in visita al supermarket Wa-Ha, Keung si imbatte in una delle due bande sorprese poche notti prima: i malintenzionati cercano di commettere una rapina ai danni di Elaine, ma vengono infine messi in fuga dall'hongkonghese, che padroneggia magistralmente le tecniche di arti marziali cinesi. Tra questi, però, un tale Angelo (Garvin Cross) si inviperisce a tal punto con Keung da organizzare poco più tardi una spedizione punitiva contro il ragazzo: quella stessa sera, una volta lasciato il negozio di Elaine, Keung si imbatte infatti in un gruppo di balordi intenti a violentare una ragazza. Egli interviene prontamente, per poi scoprire che si trattava di una messinscena: inseguito e in minoranza numerica, il ragazzo resta intrappolato in un vicolo cieco, venendo bersagliato dal lancio di bottiglie e vetri infranti. Angelo è intenzionato a ucciderlo, ma il capobanda Tony (Marc Akerstream) ritira infine le truppe, dopo che il primo ha preso a schiaffi una delle ragazze del gruppo. Ricoperto di sangue e ferite su tutto il corpo, Keung cerca rifugio presso Danny, venendo soccorso dal ragazzino e dalla sorella Nancy (Françoise Yip), che si scopre essere proprio la ragazza che gareggiava clandestinamente poche ore sere prima con la banda di Tony, della quale è compagna. Colta dall'angoscia, la ragazza medica Keung, lasciando tuttavia che rinvenga a casa sua, senza che possa cioè ricordare quanto avvenuto. Risvegliatosi e uscito per strada, Keung viene tuttavia nuovamente inseguito dalla banda di Tony, riuscendo infine a scampargli dopo un salto acrobatico tra palazzine.
Qualche ora dopo, Angelo assiste ad un incidente stradale: intenzionato a sottrarre qualche oggetto di valore ai malcapitati, il ragazzo arraffa una valigetta contesa da un gruppo di uomini armati di carabine e mitragliette, che lo inseguono fino alla palazzina di Danny, dove peraltro si vanno a rifugiare anche gli stessi Keung e Danny, che hanno assistito alla scena. Dopo aver rinvenuto una borsa di diamanti all'interno della valigetta, Angelo nasconde la refurtiva dentro al vecchio cuscino della sedia a rotelle di Danny, lasciata da Keung nell'atrio del pianerotto durante la loro fuga in casa. Mentre la polizia raggiunge i manigoldi, Keung fa infine la conoscenza di Nancy: pur riconoscendola, il ragazzo decide di non rivangare quanto accaduto poche ore prima. Successivamente, egli si imbatte in un gruppo di uomini intenti a ispezionare le scale della palazzina: costoro si dicono agenti dell'FBI, e chiedono a Keung di contattarli se qualcosa di valore venisse rinvenuto da quelle parti.
Più tardi, Keung fa visita al nightclub dove Nancy lavora come poledancer. La ragazza chiede al giovane di colloquiare, ma i due vengono sorpresi dalla gang di Tony, il quale, aizzato dalla gelosia, dà adito ad un violento inseguimento. La coppia sfugge ai malintenzionati: dopo aver chiesto a Keung di tenersi alla larga da Tony e di aiutarla con Danny, la ragazza lo bacia. Intanto, la banda di Tony sceglie di vandalizzare il negozio di Elaine per vendicarsi di Keung: durante i disordini, due membri del gruppo vengono catturati dagli stessi manigoldi interessati ai diamanti, che si scoprono essere al soldo di un ricco trafficante di merci preziose. Questi intende recuperare la refuritva sottratta da Angelo, e arriva a maciullare uno dei suoi compagni pur di avere informazioni sul ladruncolo. Parallelamente, Tony sorprende Keung e Nancy in visita al covo dove si raduna la propria banda, dando inizio ad uno scontro che coinvolge tutti i presenti, tutti messi al tappeto da Keung, che inveisce infine contro il loro stile di vita deleterio. Tony viene quindi a sapere degli accadimenti legati ad Angelo: abbandonato dai suoi stessi compagni, egli chiede assistenza a Keung e Nancy, che accettano di aiutarlo.
Ritrovato Angelo, da lui il trio scopre che i diamanti sono nascosti nel cuscino di Danny. Keung contatta quindi gli agenti dell'FBI, salvo poi scoprire che anche costoro sono al soldo del ricco trafficante che dà loro la caccia. Keung è costretto a condurli nell'appartamento di Danny, subendo le loro angherie dopo non aver trovato i diamanti, in realtà nascosti nel vecchio cuscino, sostituito da Nancy proprio dopo che i diamanti vi erano stati nascosti. I due sgherri vengono atterrati abilmente, e Keung contatta direttamente il loro capo: questi, venuto a sapere (erroneamente) tramite Tony che Keung è proprietario del supermarket Wa-Ha, decide tuttavia di lanciargli un avvertimento abbattendo il negozio di Elaine, che resta quindi in preda alla disperazione. Deciso più che mai a fare giustizia, Keung contatta la polizia, e organizza la cattura degli sgherri del suo nemico. La messinscena, tuttavia, non va a buon fine, poiché i manigoldi vengono a conoscenza del coinvolgimento delle forze dell'ordine: tentano quindi di uccidere Keung, che riesce a divincolarsi dalla loro stretta: l'intervento della polizia costringe gli sgherri a mettersi in fuga a bordo di un hovercraft lungo l'Hudson, venendo inseguiti dallo stesso Keung. Il veicolo finisce addirittura sulla terraferma, scatenando disordini e disastri a non finire. Grazie ad un abile stratagemma, Keung riesce a perforare il gommone dell'hovercraft, facendolo sbandare e arrestandone la marcia. L'FBI autorizza quindi Keung, Nancy, Elaine e Tony a mettersi a bordo dell'hovercraft, con cui assalgono il campo da golf dove era rintanato il trafficante di diamanti, investendolo e lasciandolo seminudo a terra.

## Curiosità
È il film che portò al successo internazionale di Jackie Chan, benché conosciutissimo in patria, il film ambientato nel Bronx non era destinato al pubblico mondiale a detta dello stesso Jackie Chan, ma anche grazie ai notevoli e noti stunt il film poi ebbe un buon successo internazionale.